# Futbol'nyj Klub Achmat 2018-2019
Questa voce raccoglie le informazioni riguardanti il Futbol'nyj Klub Achmat nelle competizioni ufficiali della stagione 2018-2019.

## Stagione
In Prem'er-Liga si piazzò al 8º posto.

## Maglie
| Manica sinistra · Manica sinistra · Maglietta · Maglietta · Manica destra · Manica destra · Pantaloncini · Pantaloncini · Calzettoni · Calzettoni | Manica sinistra · Manica sinistra · Maglietta · Maglietta · Manica destra · Manica destra · Pantaloncini · Pantaloncini · Calzettoni · Calzettoni |

## Rosa
| N. |                           | Ruolo | Calciatore               |
| -- | ------------------------- | ----- | ------------------------ |
| 2  | Brasile (bandiera)        | D     | Rodolfo                  |
| 3  | Russia (bandiera)         | D     | Zaurbek Pliev            |
| 4  | Venezuela (bandiera)      | D     | Wilker Ángel             |
| 5  | Russia (bandiera)         | D     | Magomed Musalov          |
| 6  | Russia (bandiera)         | C     | Michail Gaščenkov        |
| 8  | Costa d'Avorio (bandiera) | C     | Idrissa Doumbia          |
| 9  | Russia (bandiera)         | A     | Zaur Sadaev              |
| 10 | Russia (bandiera)         | C     | Chalid Kadyrov           |
| 11 | Brasile (bandiera)        | C     | Ismael Silva             |
| 13 | Iran (bandiera)           | D     | Milad Mohammadi          |
| 14 | Brasile (bandiera)        | C     | Ravanelli                |
| 15 | Russia (bandiera)         | D     | Andrej Sergeevič Semënov |
| 16 | Russia (bandiera)         | P     | Evgenij Gorodov          |

| N. |                    | Ruolo | Calciatore              |
| -- | ------------------ | ----- | ----------------------- |
| 17 | Senegal (bandiera) | A     | Ablaye Mbengue          |
| 18 | Albania (bandiera) | A     | Bekim Balaj             |
| 19 | Russia (bandiera)  | C     | Oleg Ivanov             |
| 20 | Croazia (bandiera) | D     | Zoran Nižić             |
| 21 | Albania (bandiera) | C     | Odise Roshi             |
| 23 | Russia (bandiera)  | C     | Anton Švec              |
| 27 | Russia (bandiera)  | A     | Idris Umaev             |
| 31 | Russia (bandiera)  | P     | Aleksandr Sheplyakov    |
| 33 | Russia (bandiera)  | P     | Vitalij Gudiev          |
| 40 | Russia (bandiera)  | D     | Rizvan Uciev (capitano) |
| 59 | Russia (bandiera)  | C     | Evgenij Charin          |
| 77 | Kosovo (bandiera)  | C     | Bernard Berisha         |
| 95 | Russia (bandiera)  | A     | Magomed Mitrišev        |

## Risultati

### Prem'er-Liga
| Rostov sul Don 28 luglio 2018 1ª giornata | Rostov | 1 – 0 referto | Achmat Groznyj | Rostov Arena |

| Groznyj 5 agosto 2018 2ª giornata | Achmat Groznyj | 1 – 0 referto | Enisej | Stadion imeni Achmat-Chadži Kadyrova |

| Tula 12 agosto 2018 3ª giornata | Arsenal Tula | 3 – 1 referto | Achmat Groznyj | Stadio Arsenal |

| Groznyj 18 agosto 2018 4ª giornata | Achmat Groznyj | 1 – 1 referto | Rubin | Stadion imeni Achmat-Chadži Kadyrova |

| Ekaterinburg 25 agosto 2018 5ª giornata | Ural | 2 – 1 referto | Achmat Groznyj | Stadio Centrale |

| Groznyj 2 settembre 2018 6ª giornata | Achmat Groznyj | 2 – 1 referto | Ufa | Stadion imeni Achmat-Chadži Kadyrova |

| Mosca 16 settembre 2018 7ª giornata | Spartak Mosca | 1 – 2 referto | Achmat Groznyj | Otkrytie Arena |

| Groznyj 22 settembre 2018 8ª giornata | Achmat Groznyj | 1 – 1 referto | Orenburg | Stadion imeni Achmat-Chadži Kadyrova |

| Mosca 29 settembre 2018 9ª giornata | Lokomotiv Mosca | 2 – 0 referto | Achmat Groznyj | RŽD Arena |

| Groznyj 7 ottobre 2018 10ª giornata | Achmat Groznyj | 0 – 0 referto | Anži | Stadion imeni Achmat-Chadži Kadyrova |

| Krasnodar 21 ottobre 2018 11ª giornata | Krasnodar | 0 – 1 referto | Achmat Groznyj | Stadio FK Krasnodar |

| Groznyj 28 ottobre 2018 12ª giornata | Achmat Groznyj | 0 – 0 referto | Dinamo Mosca | Stadion imeni Achmat-Chadži Kadyrova |

| San Pietroburgo 4 novembre 2018 13ª giornata | Zenit San Pietroburgo | 1 – 0 referto | Achmat Groznyj | Stadio San Pietroburgo |

| Samara 10 novembre 2018 14ª giornata | Kryl'ja Sovetov Samara | 1 – 2 referto | Achmat Groznyj | Samara Arena |

| Groznyj 23 novembre 2018 15ª giornata | Achmat Groznyj | 0 – 2 referto | CSKA Mosca | Stadion imeni Achmat-Chadži Kadyrova |

| Krasnojarsk 1º dicembre 2018 16ª giornata | Enisej | 1 – 1 referto | Achmat Groznyj | Stadio Centrale |

| Groznyj 10 dicembre 2018 17ª giornata | Achmat Groznyj | 2 – 0 referto | Arsenal Tula | Stadion imeni Achmat-Chadži Kadyrova |

| Kazan' 2 marzo 2019 18ª giornata | Rubin | 1 – 0 referto | Achmat Groznyj | Kazan Arena |

| Groznyj 11 marzo 2019 19ª giornata | Achmat Groznyj | 1 – 1 referto | Ural | Stadion imeni Achmat-Chadži Kadyrova |

| Ufa 17 marzo 2019 20ª giornata | Ufa | 0 – 1 referto | Achmat Groznyj | Stadio Neftjanik |

| Groznyj 30 marzo 2019 21ª giornata | Achmat Groznyj | 1 – 3 referto | Spartak Mosca | Stadion imeni Achmat-Chadži Kadyrova |

| Orenburg 8 aprile 2019 22ª giornata | Orenburg | 1 – 3 referto | Achmat Groznyj | Stadio Gazovik |

| Groznyj 13 aprile 2019 23ª giornata | Achmat Groznyj | 1 – 3 referto | Lokomotiv Mosca | Stadion imeni Achmat-Chadži Kadyrova |

| Kaspijsk 19 aprile 2019 24ª giornata | Anži | 0 – 1 referto | Achmat Groznyj | Anži-Arena |

| Groznyj 24 aprile 2019 25ª giornata | Achmat Groznyj | 1 – 1 referto | Krasnodar | Stadion imeni Achmat-Chadži Kadyrova |

| Chimki 27 aprile 2019 26ª giornata | Dinamo Mosca | 0 – 0 referto | Achmat Groznyj | Arena Chimki |

| Groznyj 4 maggio 2019 27ª giornata | Achmat Groznyj | 1 – 1 referto | Zenit San Pietroburgo | Stadion imeni Achmat-Chadži Kadyrova |

| Groznyj 11 maggio 2019 28ª giornata | Achmat Groznyj | 2 – 1 referto | Kryl'ja Sovetov Samara | Stadion imeni Achmat-Chadži Kadyrova |

| Mosca 18 maggio 2019 29ª giornata | CSKA Mosca | 1 – 0 referto | Achmat Groznyj | Arena CSKA |

| Groznyj 26 maggio 2019 30ª giornata | Achmat Groznyj | 1 – 0 referto | Rostov | Stadion imeni Achmat-Chadži Kadyrova |

### Coppa di Russia
| Chabarovsk 26 settembre 2018 Sedicesimi di finale | SKA-Chabarovsk       | 3 – 3 (d.t.s.) referto | Achmat Groznyj | Stadio Lenin |
| \| \| \| \| \| \| Tiri di rigore 2 – 4 \| \|      |                      |                        |                |              |
|                                                   |                      |                        |                |              |
|                                                   | Tiri di rigore 2 – 4 |                        |                |              |

| Groznyj 31 ottobre 2018 Ottavi di finale | Achmat Groznyj | 0 – 2 referto | Arsenal Tula | Achmat Arena |